# Ronifibrate
Ronifibrate là một fibrate.